# Frane Petrić
Frane Petrić (latinsko Franciscus Patricius; italijansko Francesco Patrizi da Cherso), hrvaški renesančni humanist, * 25. april 1529,Cres (Hrvaška), † 6. februar 1597, Rim, Italija. 
Franjo Petrič je bil odkrito nasproten aristotelovski sholastiki. Aristotelova filozofija je zanj bistveno preveč racionalistična, da bi bila združljiva s krščanstvom. Namesto Aristotela zagovarja in utemeljuje novo filozofijo, ki sinkretično združuje Platona, antične pitagorejske in hermetične spise novoplatonistov, cerkvenih očetov kot tudi povzetke iz bližnjevzhodnih antičnih religij (egipčanske in perzijske magije, naukov Zoroastra, Manija in sabejskega kulta zvezd). Novo filozofijo je želel uporabiti v protireformacijskem boju, vendar je kljub papeževi moralni podpori imel težave z inkvizicijo, ki ga sicer ni obtožila. Kljub utemeljevanju sinkretičnega platonističnega filozofskega sistema na krščanski veri, je Petrićevo delo izjemno obsežno in raznovrstno. Njegov celoten opus obsega 60 del po področjih literarne in glasbene teorije, retorike, zgodovine, analiz vojaške strategije, matematike, astronomije, meteorologije, oceanografije, medicine in utopije. 